# Jean Poirel (explorateur)
Pour les articles homonymes, voir Jean Poirel.
Jean Poirel est un explorateur montréalais, né en 1933 à Dombasle-sur-Meurthe et mort en 2018.

## Biographie
Après avoir été champion de boxe français en 1953, il a été explorateur de l'Arctique canadien pour le Québec et documentariste :
- L'Arctique aujourd'hui
- Nahanni, Canada-Sauvage, La Vallée des hommes sans tête[2]

film documentaire couleur 16 mm commenté par Jean Poirel, Grand Prix de l'exploration Canada 1975, 1er prix du Festival International du Film de Voyage, Thoiry 1978), Prix Spécial du Jury, Festival de Royans 1982
Il a aussi été conférencier : Nahanni 1974-1975. 1986-1987
En tant qu'écrivain il a publié Nahanni. La vallée des Hommes sans tête.
Jean Poirel a ouvert trois écoles de parachutisme au Québec, une à Maniwaki sur hydravion, une à Montréal et une à Saint-Jérôme.

## Exploration
Explorateur montréalais, Jean Poirel découvrit la source de la rivière South Nahanni, la dernière terre vierge d'Amérique du Nord, surnommée « la mangeuse d'hommes ». Le 29 juin 1964, il se fit parachuter à la source de la Nahanni avec son ami Bertrand Bordet tandis que ses deux autres coéquipiers, Claude Bernardin et Roger Rochat les attendaient dans un camp de base en aval à deux jours et deux nuits de marche. Jean Poirel et ses coéquipiers redescendirent cette vallée légendaire et réussirent ainsi là où 41 personnes avaient perdu la vie en tentant cet exploit avant lui en la remontant.  Contre toute attente, ils en sont revenus tous vivants.
Afin de vaincre les maléfices de la rivière et de ses nombreux rapides, Jean Poirel avait eu l'idée de descendre la Nahanni sur dinghie circulaire de la Royal Canadian Air Force. Contrairement aux canots traditionnels, ceux-ci rebondissaient sur les rochers et sur les parois abruptes des profonds canyons sans jamais se briser. Jean Poirel ouvrait ainsi la voie à un nouveau sport, le rafting, mondialement reconnu aujourd’hui.
Située dans les territoires du Nord-Ouest, au Nord du 60e parallèle, la Nahanni est tributaire de la rivière Liard, un affluent du fleuve Mackenzie, le plus grand fleuve du Canada qui lui-même va se jeter dans l'océan Arctique. La Nahanni comporte, outre de nombreux rapides et des gorges profondes, les chutes Virginia, deux fois plus hautes que celles du Niagara.  
Jean Poirel retourna cinq fois dans la Nahanni afin de compléter les cartes et découvrir plus de 250 grottes dont une caverne, qu'il nomma d'après sa fille aînée Valérie, contenant les restes de 116 mouflons de Dall vieux de plus de 2 500 ans (datation par le carbone 14) et dont certains avaient encore de la peau et de la fourrure. (« Nahanni, La Vallée des hommes sans tête » de Jean Poirel  édition STanke', Montréal, 1980). Afin de préserver ses trésors, cette grotte est maintenant fermée au public.
En 1972, fut ouverte la réserve de parc national de la Nahanni et en septembre 1979, elle devenait le premier site du patrimoine mondial de l'UNESCO du Canada.